# Dryopteris tenuipes
Dryopteris tenuipes är en träjonväxtart som först beskrevs av Eduard Rosenstock och som fick sitt nu gällande namn av Shunsuke Serizawa.
Dryopteris tenuipes ingår i släktet Dryopteris och familjen Dryopteridaceae. Inga underarter finns listade i Catalogue of Life.